# 周学义

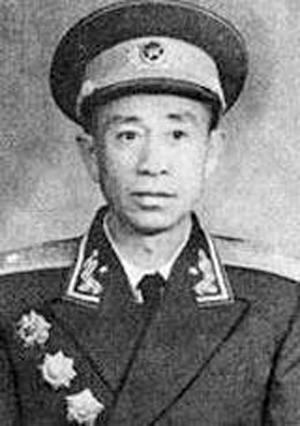
周学义

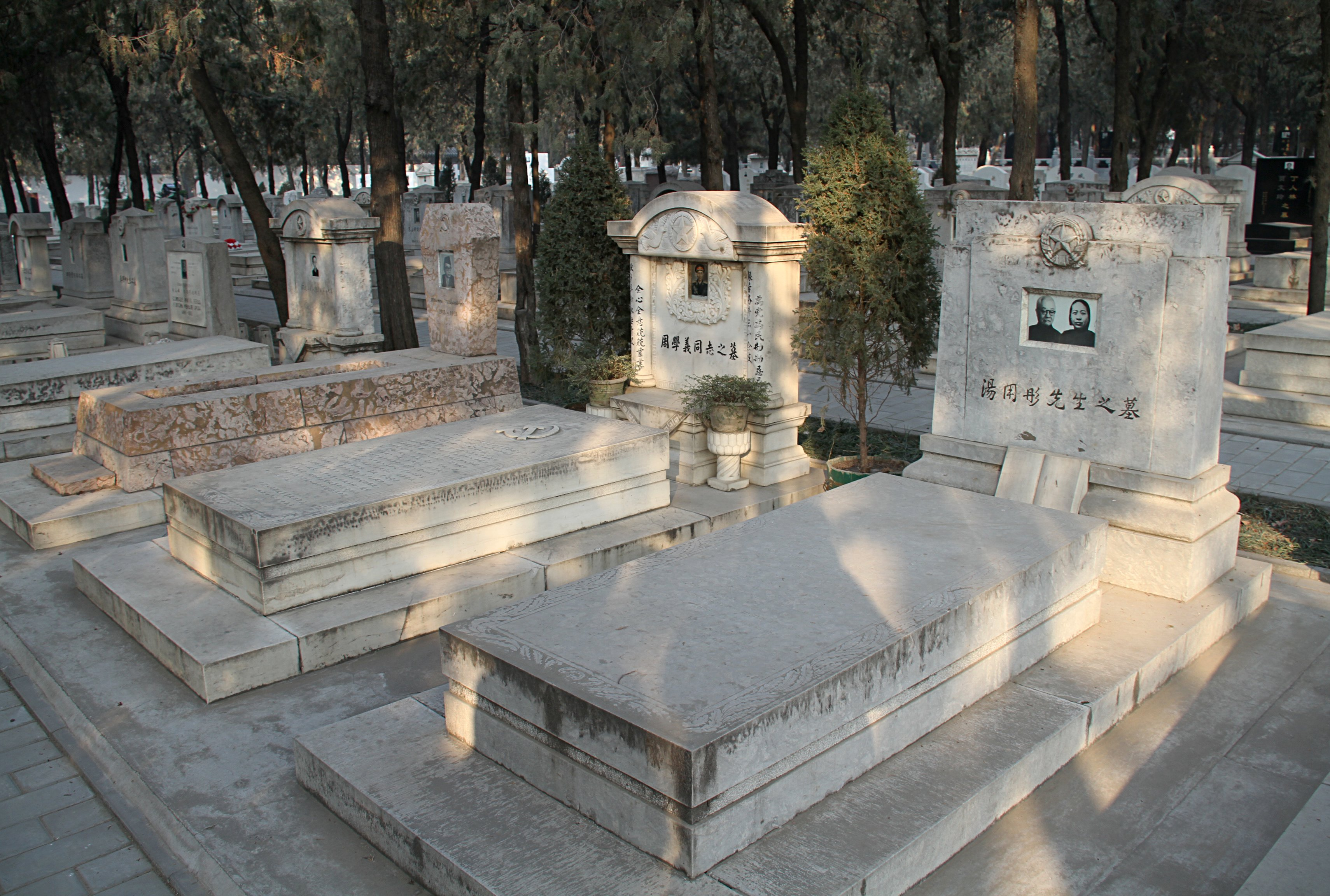
北京市八宝山革命公墓一墓区。图右可见“汤用彤先生之墓”（一墓区“月字组”东2）。该墓左侧为“周学义同志之墓”。

周学义（1912年—1964年4月13日），湖北省黄梅县停前镇周家村人，中国工农红军、八路军、中国人民解放军将领，中国人民解放军开国少将。

## 生平
1927年，周学义参加赤卫队。1929年参加中国工农红军。1931年加入中国共产主义青年团。1933年转入中国共产党。在第一次国共内战中，他历任红一军战士，红一军排长，红四军11师排长，红四方面军红九军25师连长，红十五军1团副营长，红二十五军274团作战参谋，红二十五军274团营长，参加了长征。抗日战争时期，历任八路军386旅772团连长、副营长，18团参谋长，772团团长等职，参加了许多战役，受到陈赓嘉奖。第二次国共内战时期，历任晋冀鲁豫野战军第四纵队10旅副旅长、第二野战军第四兵团十三军三十七师师长等职，参加了淮海战役、渡江战役、云南剿匪。中华人民共和国成立后，历任中国人民解放军三十七师师长兼昆明警备司令部副司令员，中国人民解放军第十三军参谋长、副军长，云南省军区副司令员。
周学义荣获二级八一勋章、二级独立勋章、一级解放勋章。1955年，获授中国人民解放军少将军衔。
1964年4月13日，周学义在北京逝世，享年51岁。